# فرونزیک مکرتچیان
مهر "فرونزیک" موشغی مکْرْتْچیان (به ارمنی: Մհեր "Ֆրունզիկ" Մուշեղի Մկրտչյան); (به انگلیسی: Mher "Frunzik" Mkrtchyan); زاده ۴ ژوئیه ۱۹۳۰ - درگذشته ۲۹ دسامبر ۱۹۹۳) یکی از هنرپیشگان و کمدین‌های محبوب سینمای ارمنستان بود.

## زندگی شخصی
فرونزیک مکرتچیان در ۴ ژوئیهٔ ۱۹۳۰ شهر لنیناکان (گیومری امروزی) زاده شد.
وی در «دانشکده هنر و استودیوی تئاتر لنیناکان» به تحصیل پرداخت.
مکرتچیان در سال ۱۹۸۴ لقب «هنرمند خلق اتحاد شوروی» دریافت گرفت.
فرونزیک مکرتچیان زندگی تراژیکی داشت همسر نخست وی، «دونارا » و پسرش «وازگن» به بیماری روحی دچار می‌شوند دخترش «نونه» نیز در یک سانحه رانندگی کشته می‌شود و در پایان عمر با افسردگی شدید و اعتیاد به الکل روبه‌رو شد. در ۲۹ دسامبر ۱۹۹۳ پیکر بی‌جان او را در آپارتمانش در ایروان یافتند. وی در پانتئون کومیتاس به خاک سپرده می‌شود. در تشیع جنازهٔ مکرتچیان هزاران نفر شرکت کردند.
دو خیابان در شهرهای ایروان و گیومری به یاد مکرتچیان نامگذاری شده‌است. همچنین در سال ۲۰۰۴ مجسمه یادبود مگرتچیان اثر آرا شیراز در شهر گیومری نصب شده‌است.
موزه مهر مکرتچیان در سال ۲۰۰۴ ایجاد شده‌است و از ۲۰ دسامبر ۲۰۰۶ برای بازدید عموم افتتاح شده‌است.

## زندگی هنری
وی کار سینمایی خویش از سال ۱۹۵۵ میلادی آغاز نمود.
نقش‌های معروف او در فیلم‌های زیر باعث شهرت او به عنوان هنرپیشه معروف کمدی در سراسر اتحاد شوروی شد.

## بخشی از فیلمشناسی
- ۱۹۵۵ - Հասցեատիրոջ որոնումները
- ۱۹۵۶ - برای شرف (فیلم) در نقش Վարդան
- ۱۹۵۹ - Ինչու է աղմկում գետը در نقش Խաչատուր
- ۱۹۵۹ - ۰۱-۹۹ (կարճամետրաժ) در نقش Գարսևան
- ۱۹۶۰ - Նվագախմբի տղաները در نقش Արսեն
- ۱۹۶۲ - استاد و خدمتکار (فیلم) (կարճամետրաժ) در نقش Սիմոն
- ۱۹۶۳ - آتش (فیلم ۱۹۶۳) (կարճամետրաժ) در نقش Միսաք
- ۱۹۶۵ - سی و سه (فیلم)در نقش պրոֆեսոր Բրուք
- ۱۹۶۶ - آدم‌ربایی، به سبک قفقازی در نقش Ջաբրայիլ
- ۱۹۶۶ - آیبولیت-۶۶ در نقش ծովահեն, Բարմալեյի տխուր ծառան
- ۱۹۶۶ - Ծիածանի բանաձևը در نقش ոստիկան
- ۱۹۶۶ - Բաքվի ۲۶ կոմիսարները در نقش Գոչի
- ۱۹۶۶ - Սովի տարիներից (կարճամետրաժ) در نقش Համբո
- ۱۹۶۷ - مثلث (فیلم ۱۹۶۷) در نقش դարբին
- ۱۹۶۸ - Սպիտակ դաշնամուր در نقش Յուսուֆ Յուսուֆի Ահմեդով
- ۱۹۶۸ - Մի վշտանա در نقش ձերբակալված թուրք
- ۱۹۶۹ - Պայթյուն կեսգիշերից հետո در نقش Մուխտաշյով
- ۱۹۶۹ - Երեկ, այսօր, միշտ در نقش ամուսին
- ۱۹۶۹ - تصویر (فیلم ۱۹۷۰) (կարճամետրաժ) در نقش Ավագ
- ۱۹۶۹ - آدم و حوا (فیلم ۱۹۶۹) در نقش Բեքիր
- ۱۹۷۱ - ما کوه‌های خود هستیم (فیلم) در نقش հովիվ Իշխան
- ۱۹۷۱ - خاتابالا در نقش Իսայի
- ۱۹۷۲ - مردان (فیلم ۱۹۷۲) در نقش Սուրեն
- ۱۹۷۲ - Հայրիկ در نقش Հովսեփ
- ۱۹۷۲ - Հուշարձան (կարճամետրաժ) در نقش Ավագ
- ۱۹۷۳ - Մհերի արձակուրդային արկածները در نقش Մհեր
- ۱۹۷۷ - Բաղդասարը բաժանվում է կնոջից در نقش Բաղդասար
- ۱۹۷۷ - Քարե հովիտ در نقش Սանդրո
- ۱۹۷۷ - ناهاپت در نقش Ափրո
- ۱۹۷۷ - Զինվորն ու փիղը در نقش Արմենակ
- ۱۹۷۷ - میمینو در نقش Ռուբիկ Խաչիկյան, վարորդ
- ۱۹۷۹ - Օ՜, Գևորգ (կարճամետրաժ)
- ۱۹۷۹ - Ունայնություն ունայնությանց در نقش Բորիս Իվանովիչ
- ۱۹۷۹ - Կյանքի լավագույն կեսը
- ۱۹۷۹ - علی‌بابا و چهل دزد (فیلم ۱۹۷۹) در نقش Մուստաֆա
- ۱۹۷۹ - Աշխարհը հայելու մեջ (կինոալմանախ «Ամենալավ մարդը») در نقش դերասան Մկրտչյան
- ۱۹۸۰ - یک تکه از آسمان (فیلم ۱۹۸۰) در نقش Գրիգոր աղա
- ۱۹۸۰ - Խոշոր շահում در نقش Գառնիկ
- ۱۹۸۱ - Թիֆլիս-Փարիզ ու հետ در نقش Հրաչիկ
- ۱۹۸۱ - Փակ դռան առաջ در نقش Վարդան
- ۱۹۸۱ - Համեստ մարդը (կարճամետրաժ)
- ۱۹۸۲ - ترانه ایام گذشته در نقش Նիկոլ
- ۱۹۸۳ - Հրդեհ در نقش Ռուբեն
- ۱۹۸۳ - Միայնակներին տրվում է հանրակացարան در نقش Նինայի ամուսինը
- ۱۹۸۴ - افسانه عشق (فیلم ۱۹۸۴) در نقش ավազակ
- ۱۹۸۴ - Հեծյալը, որին սպասում են
- ۱۹۸۴ - تانگوی کودکی ما در نقش հայր, Ռուբեն
- ۱۹۸۷ - Как дома, как дела?
- ۱۹۸۷ - Հատակում در نقش Բարոն

## نگارخانه

فرونزیک مکرتچیان
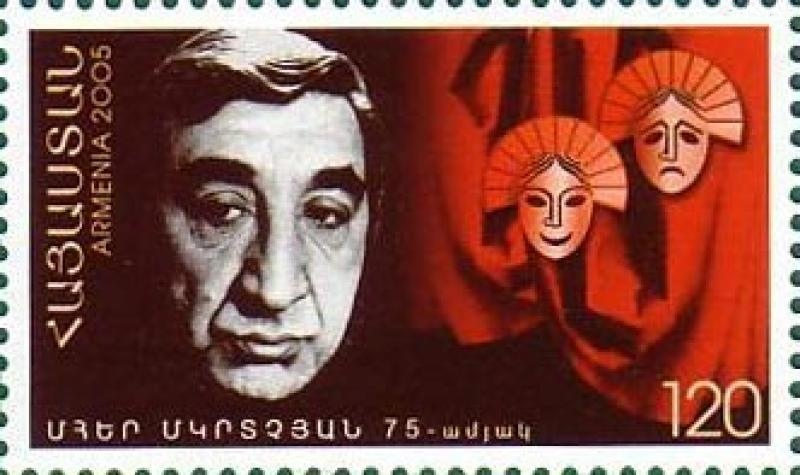
تمبر یادبود و افتخاری فرونزیک مکرتچیان (ارمنستان ۲۰۰۵)
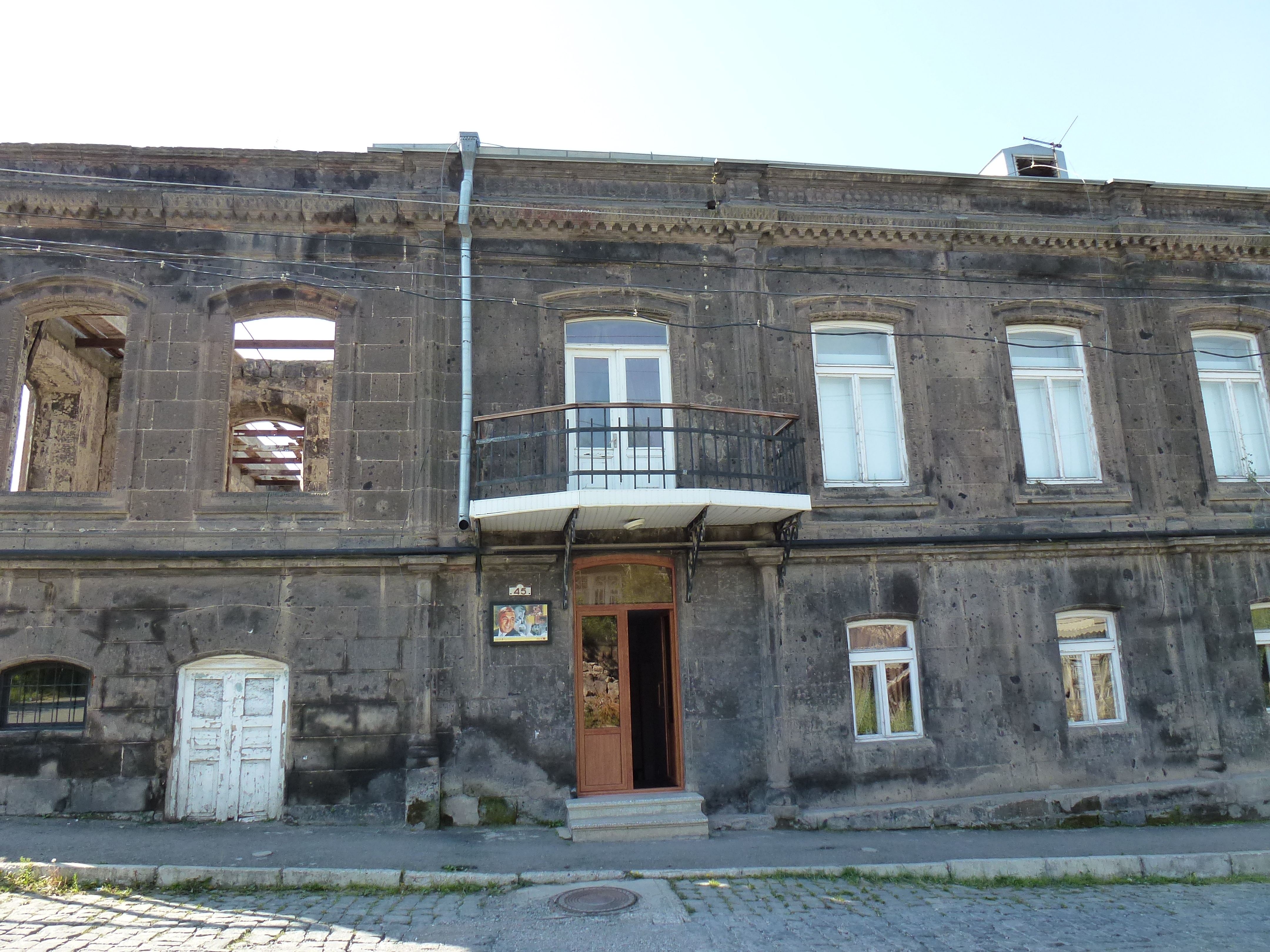
موزه مکرتچیان در گیومری
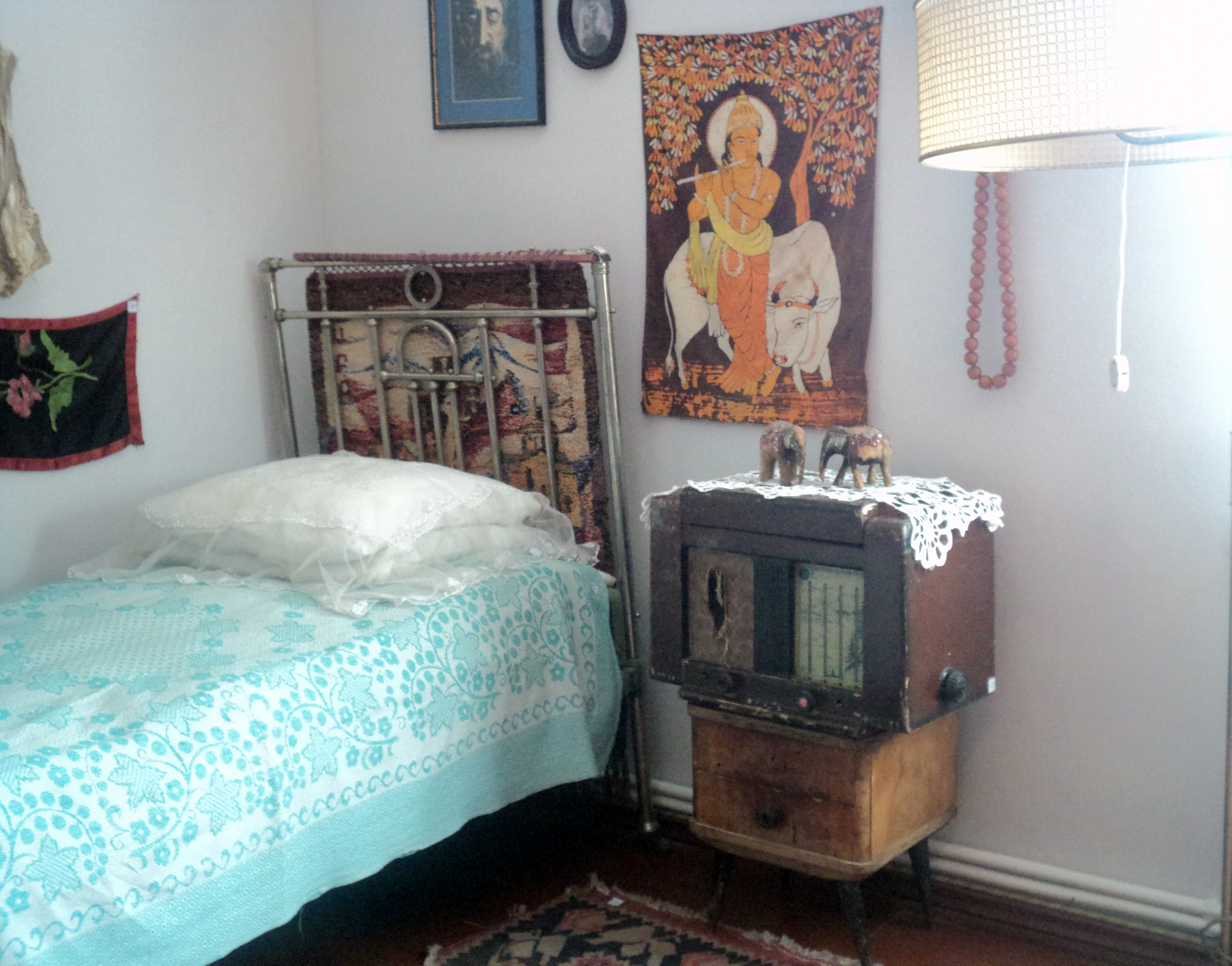
موزه مکرتچیان در گیومری
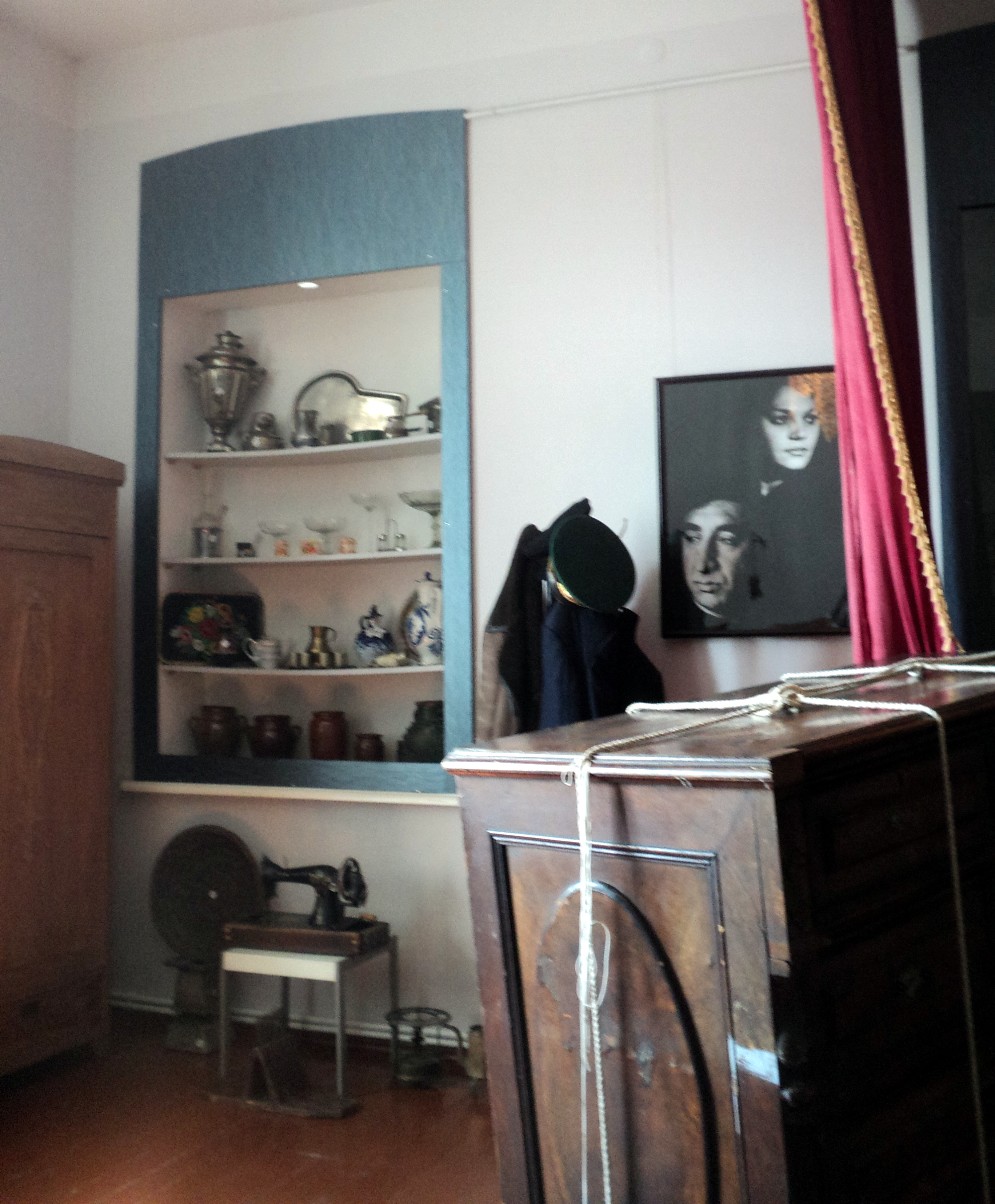
موزه مکرتچیان در گیومری

## توضیحات
1. ↑  ۱۹۴۱ گیومری - ۱۵ ژوئه ۲۰۱۱ سوان